# Jarl Takolander
Jarl Birger Takolander, född 1 november 1904 i Helsingfors, död 16 augusti 1985, var en finländsk jurist.
Takolander, som var son till sjökapten Bruno Alexander Takolander och Sigrid Hildur Pettersson, blev student 1922, utexaminerades från reservofficersskolan 1923, avlade lägre rättsexamen 1928, högre rättsexamen 1935 och blev vicehäradshövding 1939. Han var extra kanslist vid länsstyrelsen i Tavastehus 1926, tillförordnad länsman i Pälkäne och Sahalax 1927, tjänsteman vid polisinrättningen i Helsingfors 1927–1945, biträdande sekreterare 1929–1935, biträdande chef för kriminalpolisavdelningen 1935–1941, tillförordnad chef 1941–1944, ordinarie chef 1944–1945 och ombudsman för Finlands skeppsklarerar- och skeppsmannaförbund från 1946.
Takolander var viceordförande och ordförande vid Helsingfors stads hyresnämnder 1942–1948. Han var viceordförande för Akademiska Sångföreningen 1929–1930, ordförande för Akademiska Sångföreningens fonder 1950–1957 och styrelsemedlem i Sällskapet Muntra Musikanter 1947–1953.